# Істихсан
Істихсан (араб. استحسان, "перевага") — термін фікху, судження, що веде до відмови від формально правильного, але недоцільного у даній ситуації рішення за аналогією (кияс)
Істихсан був введений Абу Ханіфою († 767) як метод впровадження рішень, прийнятих на основі киясу, але таких, що виявились через певні обставини неприйнятними. Істихсан застосовується, коли завдяки досвіду вдається з’ясувати, що формально правильне рішення за аналогією (кияс) недоцільне, або шкідливе. Наприклад, у канонічних текстах рекомендовано чистити одяг, перучи його у воді та відтискуючи. Одначе не всяку тканину можна чистити у такий спосіб, тому для деяких типів тканин застосовуються інші способи очистки.

Істихсан застосовується також тоді, коли кияс суперечить канонічному тексту. Нарешті, істихсан застосовується, якщо кияс суперечить узгодженому рішенню (іджма) чи звичаю (адат), щоб факіх міг вибрати щось одне для обґрунтування свого рішення. Істихсан може відміняти кияс, щоб знову розглянути питання з залученням інших джерел і аргументів. Застосування істихсану мусить бути так само добре аргументованим, як і застосування киясу.

Широке застосування істихсану практикувалося лише ханафітським мазхабом. У Малікітському та шафіїтському мазхабах його функцію, тобто відміну формально правильного, але неприйнятного рішення, виконує істислах